# Захерт
Захерт (пол. Zachert) — русский баронский род.
Вильгельм Захерт, г. Руницки, жалован 12.05.1842 дипломом на потомственное дворянское достоинство Царства Польского.
Именным Высочайшим указом 4 июля 1870 г. владелец суконных фабрик, дворянин Вильгельм-Фридрих-Фюрхтегот Христианович Генрихович Захерт, возведен в баронское Российской империи достоинство.

## Описание герба
В лазоревом щите золотое руно с червлеными рогами и копытами, висящее на червленой ленте с золотою и серебряною каймами, серебряная кайма щита обременена восемью червлеными веретенами.
Щит украшен баронскою короною и увенчан двумя баронскими коронованными шлемами. Нашлемники: первый лазоревая ромбоидальная щитовая доска с золотою каймою, с тремя серебряными страусовыми перьями на концах. На доске золотое руно с червлеными рогами и копытами, висящее на червленой ленте с золотой и серебряной каймою. Второй — три серебряных страусовых пера, на них вертикально три червленых веретена. Наметы справа лазоревый с золотом, слева — червленый с серебром. Щитодержатели: два золотых льва с червлеными глазами и языками, обращенные головами в разные стороны. Девиз: «MERENTI» золотом на лазоревой ленте.